# Punta Margherita
La Punta Margherita o Margarita es una cima del macizo de las Grandes Jorasses, que está en la parte septentrional del macizo del Mont Blanc, sobre la línea fronteriza entre Italia y Francia. 
La Punta Margherita es la cuarta en altura, con 4.065 m s. n. m., según la lista oficial de la UIAA de los 4000 de los Alpes. Otras fuentes señalan 4.066 metros y una prominencia de 40 m. Está en la arista oeste, entre la Punta Young y la Punta Elena. Con esa prominencia, cumplía los requisitos para ser incluida entre las cinco que superan los 4.000 metros en los Alpes y por ello la incluyó la UIAA. A pesar de su prominencia, es el menos exigente.
La primera ascensión a la Punta Margherita fue en 1898, por Luis Amadeo de Saboya, duque de los Abruzos, quien le puso el nombre de Punta Margherita en honor de Margarita Teresa de Saboya, reina consorte de Italia durante el reinado de su marido, Humberto I (1878-1900). Le acompañaban en su ascensión los guías Joseph Petigax, Laurent Croux, César Ollier y el porteador Félix Ollier.
La vía por la pared norte se logró más tarde que el ascenso a la Punta Walker y la Punta Croz. Fue alcanzada el 1958 por René Desmaison y Jean Couzy. Es una vía temida sobre terreno mixto de hielo y roca. Después no se repitió en mucho tiempo, dado que se superaba un desnivel de 800 m con pasos de VI, A1 y con hielo a 60°. Se ha recuperado sólo recientemente.
Se puede llegar atravesando la arista desde la Punta Whymper. La parte más difícil es la arista entre la Punta Elena y la Punta Margherita (III y IV).